# چمسنو، شهرستان کروتوزین
چمسنو، شهرستان کروتوزین (به لاتین: Trzemeszno, Krotoszyn County) یک روستای لهستان در لهستان است که در Gmina Rozdrażew واقع شده‌است.